# Sisyropa painei
Sisyropa painei là một loài ruồi trong họ Tachinidae.